# BMW WR 500

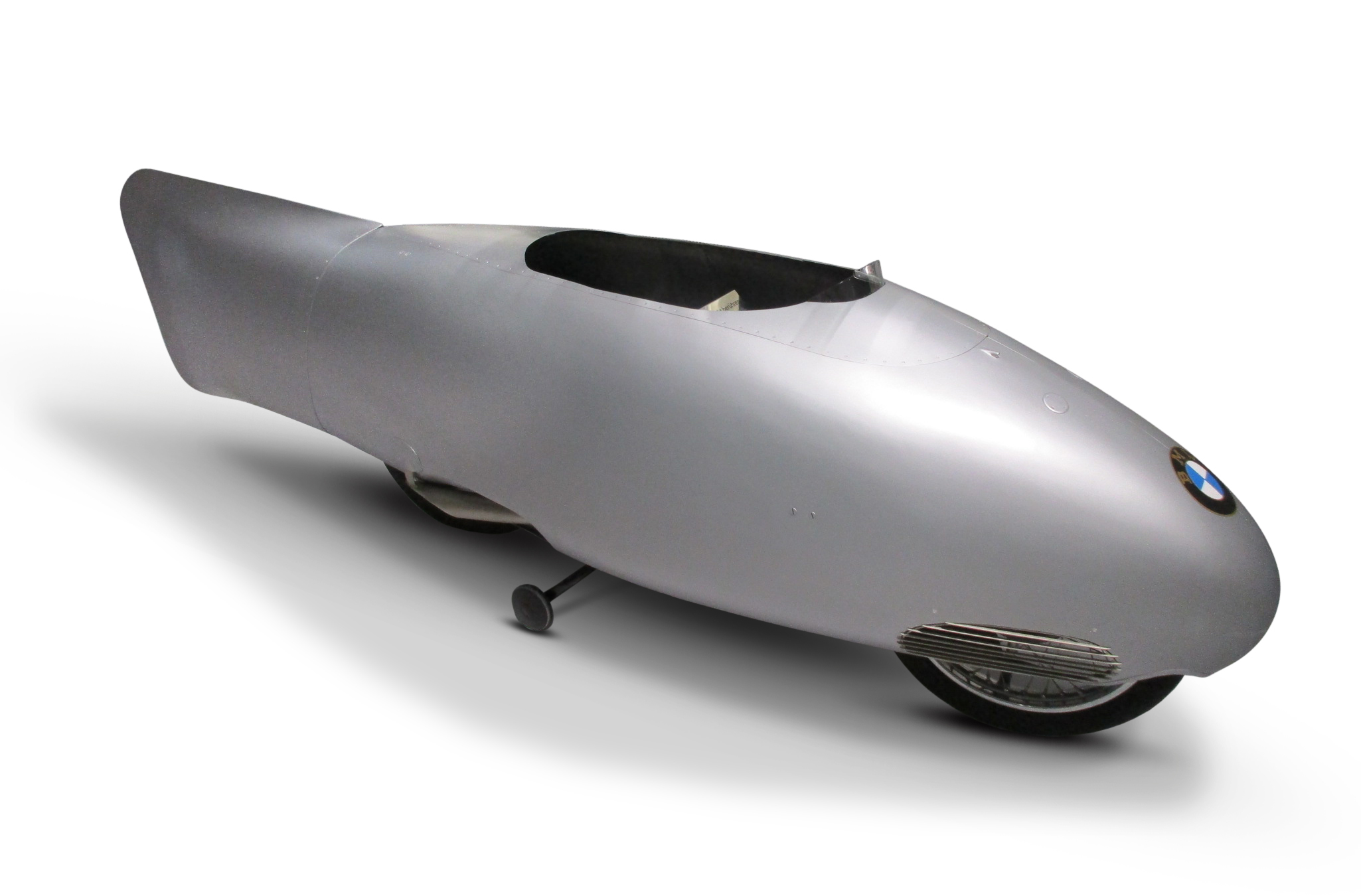
Die WR-500-Solomaschine (1937)

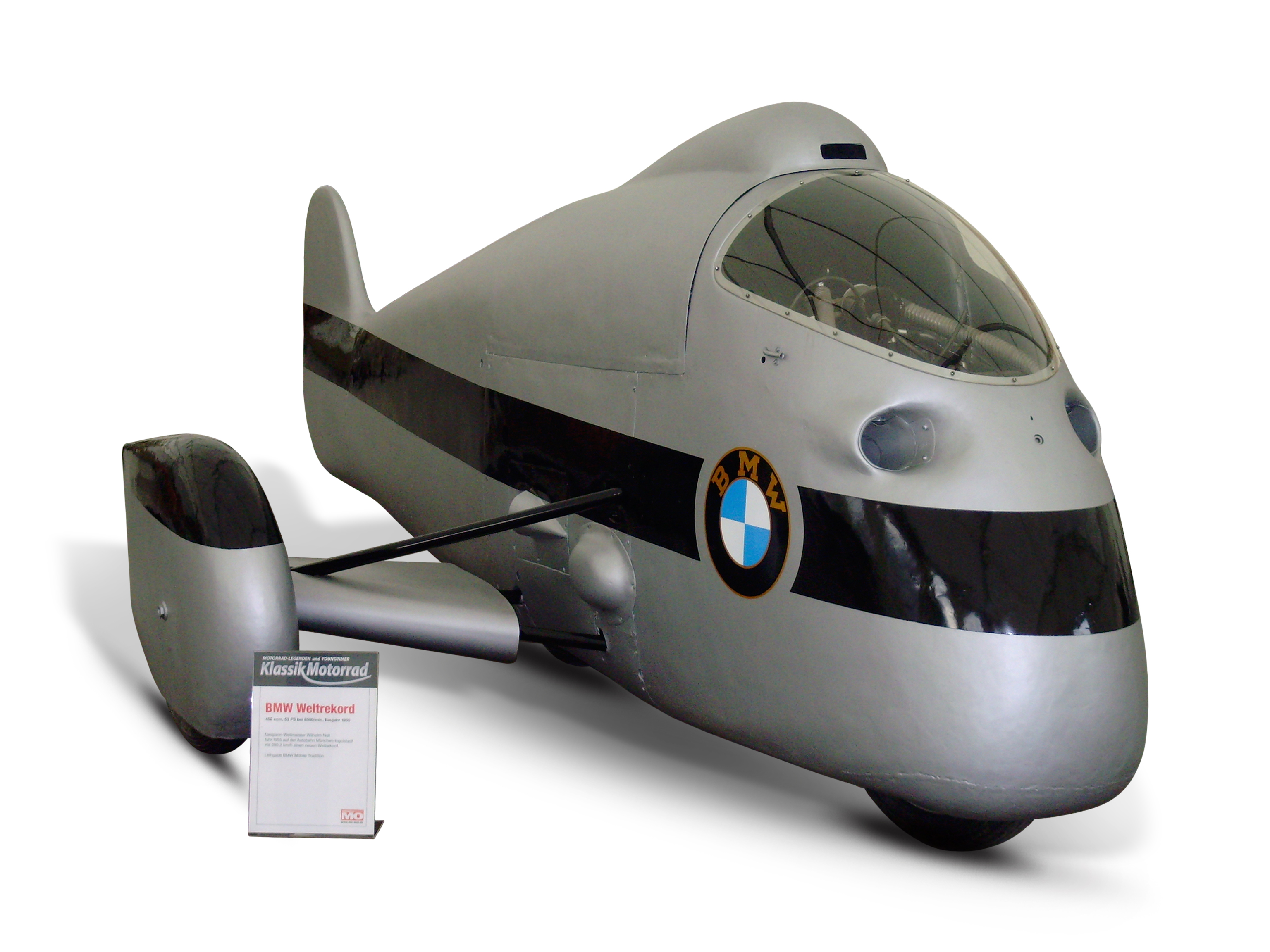
Das WR-500-Gespann (1955)

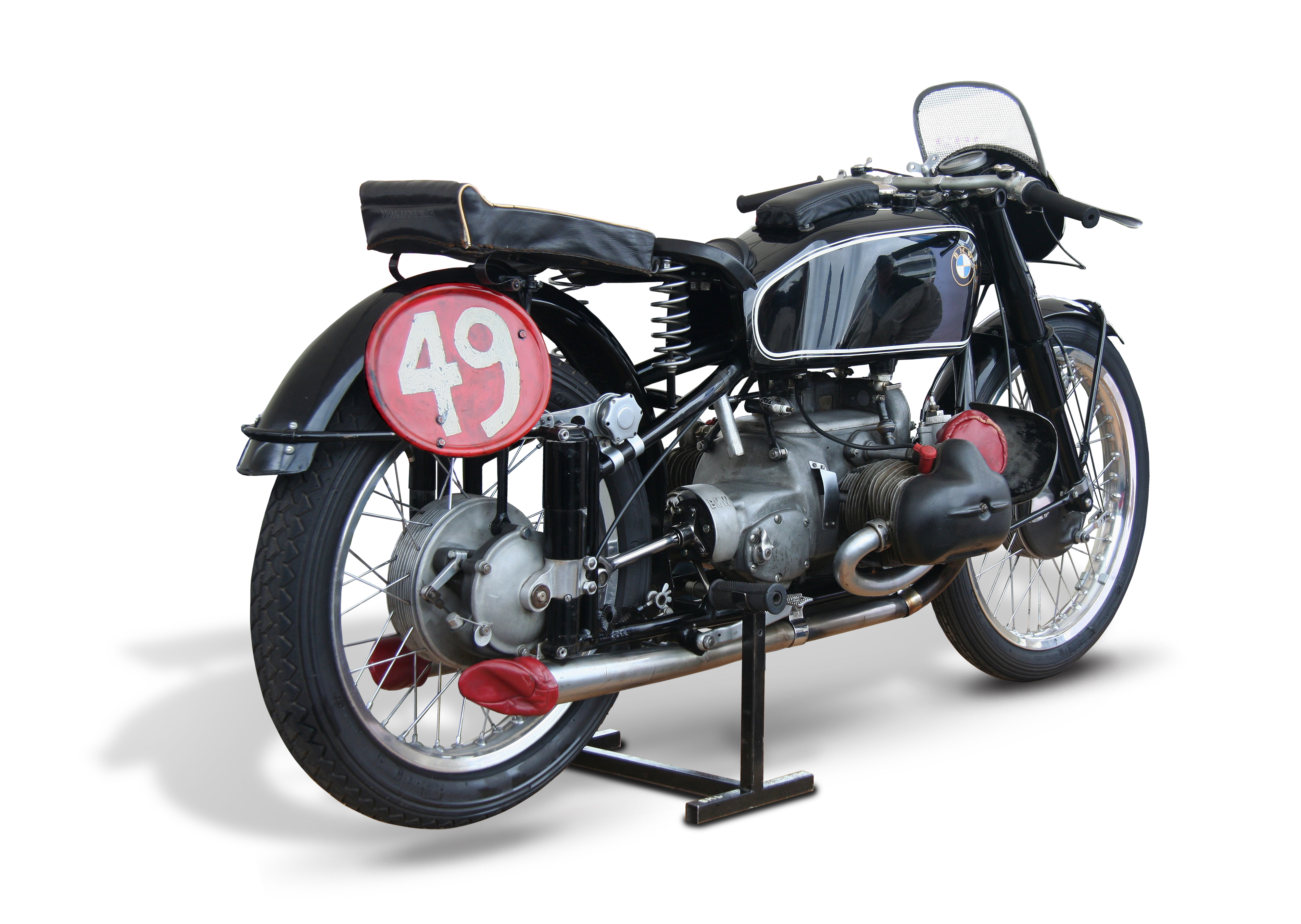
Die Basis: BMW 500 Kompressor

Die BMW WR 500 waren zwei Rennmotorräder des deutschen Herstellers BMW, die speziell für Geschwindigkeitsrekorde aufgebaut wurden. Die Bezeichnung WR wurde werksseitig wohl erst nach den Weltrekorden zugefügt. Basis für diese Maschinen war die BMW 500 Kompressor.

## BMW-WR-500-Weltrekordmotorrad (1937)
1929 stellte der Werksfahrer Ernst Jakob Henne, der schon zahlreiche Meisterschaften gewonnen hatte, auf der nahezu unverkleideten BMW WR 750 mit 216,75 km/h den ersten von 76 Geschwindigkeits-Weltrekorden auf. BMW war sich zu diesem Zeitpunkt schon der Bedeutung der Aerodynamik bei hohe Geschwindigkeiten bewusst und Rudolf Schleicher, Entwicklungschef und Technischer Direktor des Unternehmens, war sich im Klaren, dass der stoßstangengesteuerte 735-cm³-Motor der WR 750 seine Leistungsgrenze erreicht hatte. Daher trieb er Anfang der 1930er-Jahre die Entwicklung der OHC-Ventilsteuerung für den Boxermotor voran.
Als Basis der WR 500 diente die Rennmaschine BMW 500 Kompressor (auch BMW RS 255 Kompressor). Der Zweizylinder-Viertakt-Boxermotor besaß über Königswellen angetriebene obenliegende Nockenwellen und war mit einem – an der Stirnseite angebrachten – Zoller-Kompressor aufgeladen. Die Bohrung des 493 cm³ großen Motors wird mit 66 mm, der Hub mit 72 mm angegeben. Die Leistung der WR-500-Rekordmaschine (Gewicht ohne Verkleidung: 117 kg) soll 1937 zwischen 105 PS und 108 PS bei 8000/min betragen haben. Sie hatte ein Viergang-Getriebe, einen gebogenen Rohrrahmen, Teleskopgabel und Geradewegfederung.
Ernst Jakob Henne trat 1936 erstmals mit der komplett verkleideten WR 500 an. Die Verkleidung bestand aus handgetriebenem Aluminiumblech, der Fahrer war anfangs mit einem „Dach“ aus Cellon ähnlich einer Pilotenkanzel in einem Flugzeug komplett abgedeckt. Henne fühlte sich darunter jedoch unwohl und verzichtete auf die Abdeckung. Am 12. Oktober 1936 stellte Henne auf der Autobahn Frankfurt–Darmstadt mit einer Durchschnittsgeschwindigkeit von 272,006 km/h über den fliegenden Kilometer den ersten Geschwindigkeitsweltrekord für Motorräder auf. Die Rekordfahrt war nicht unproblematisch; ab 250 km/h zeigten sich an der BMW starke Fahrwerksunruhen. Auf der obligatorischen Rückfahrt war Henne auf das Schlingern vorbereitet und konnte die Bewegungen des Motorrades besser unter Kontrolle halten. „Später stellen Aerodynamiker fest, dass das Motorrad sich bei 280 km/h unweigerlich quergestellt hätte.“
Für die Rekordwoche im Frühjahr 1937 auf der Autobahn Frankfurt–Darmstadt wurde die Verkleidung überarbeitet. Sie erhielt eine geänderte Cockpitabdeckung und Stabilisierungsflossen am Heck, die auf einen Vorschlag des Aerodynamikfachmanns Reinhard von Koenig-Fachsenfeld zurückgingen. Das Schlingern der Maschine bei hohen Geschwindigkeiten wurde jedoch damit nicht beseitigt, woraufhin Henne die Rekordversuche abbrach. Ferdinand Porsche, der bei der Rekordwoche anwesend und auf die Probleme aufmerksam geworden war, stellte anhand von Fotos der Maschine zusammen mit seinen Mitarbeitern Berechnungen an und empfahl einen höher gezogenen, geschlitzten Heckauslauf der Stromlinienverkleidung.
Am 28. November 1937 kehrte BMW mit der geänderten Verkleidung auf die Autobahn Frankfurt–Darmstadt zurück. Henne erzielte über einen Kilometer mit fliegendem Start auf der Hinfahrt eine Durchschnittsgeschwindigkeit 279,503 km/h und auf der Rückfahrt 280,115 km/h, wovon die erste gewertet wurde. Er verbesserte damit den etwa fünf Wochen zuvor von Piero Taruffi auf Gilera Rondine aufgestellten Geschwindigkeitsweltrekord für Motorräder um ca. 5,3 km/h. Dieser Rekord wurde erst 1951 durch Wilhelm Herz auf der NSU Delphin I überboten.

## BMW-WR-500-Weltrekordgespann (1955)
Einen absoluten Geschwindigkeitsrekord für Gespanne erzielte der Rennfahrer und Weltmeister Wilhelm Noll am 5. Oktober 1955 mit einem stromlinienförmigen BMW-Dreirad auf der Autobahn München–Ingolstadt. Der Beifahrer wurde dabei durch ein Gewicht simuliert. Noll erzielte mit der Bestmarke von 280,20 km/h ein Ergebnis, das bis in die 1990er Jahre Bestand hatte.

## Technische Daten (Übersicht)
| Maschine             | Jahr | Fahrer            | Motor                               | Bohrung × Hub | Hubraum    | Leistung                    | Rekord       |
| -------------------- | ---- | ----------------- | ----------------------------------- | ------------- | ---------- | --------------------------- | ------------ |
| BMW WR 500 (solo)    | 1937 | Ernst Jakob Henne | 2-Zyl.-Boxer, DOHC, Kompressor      | 66 × 72 mm    | 492,65 cm³ | 80 kW / 108 PS bei 8000/min | 279,503 km/h |
| BMW WR 500 (Gespann) | 1955 | Wilhelm Noll      | 2-Zyl.-Boxer mit Königswellen, DOHC | unbekannt     | 498 cm³    | 55 kW / 75 PS bei 8400/min  | 280,20 km/h  |

## Fotostrecke
Einige Bilder der in der BMW Welt München ausgestellten BMW 500 WR Solomaschine von 1937

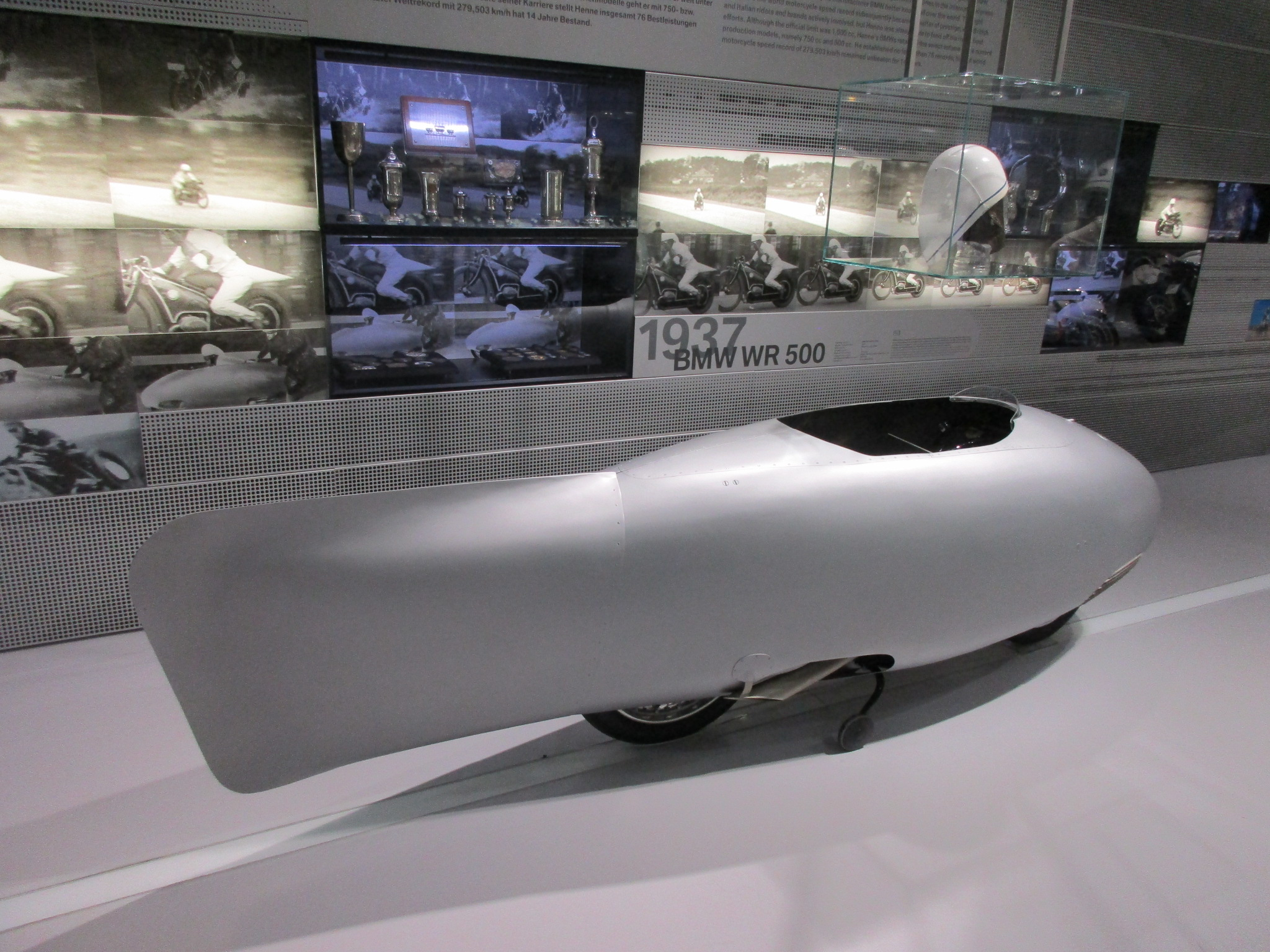
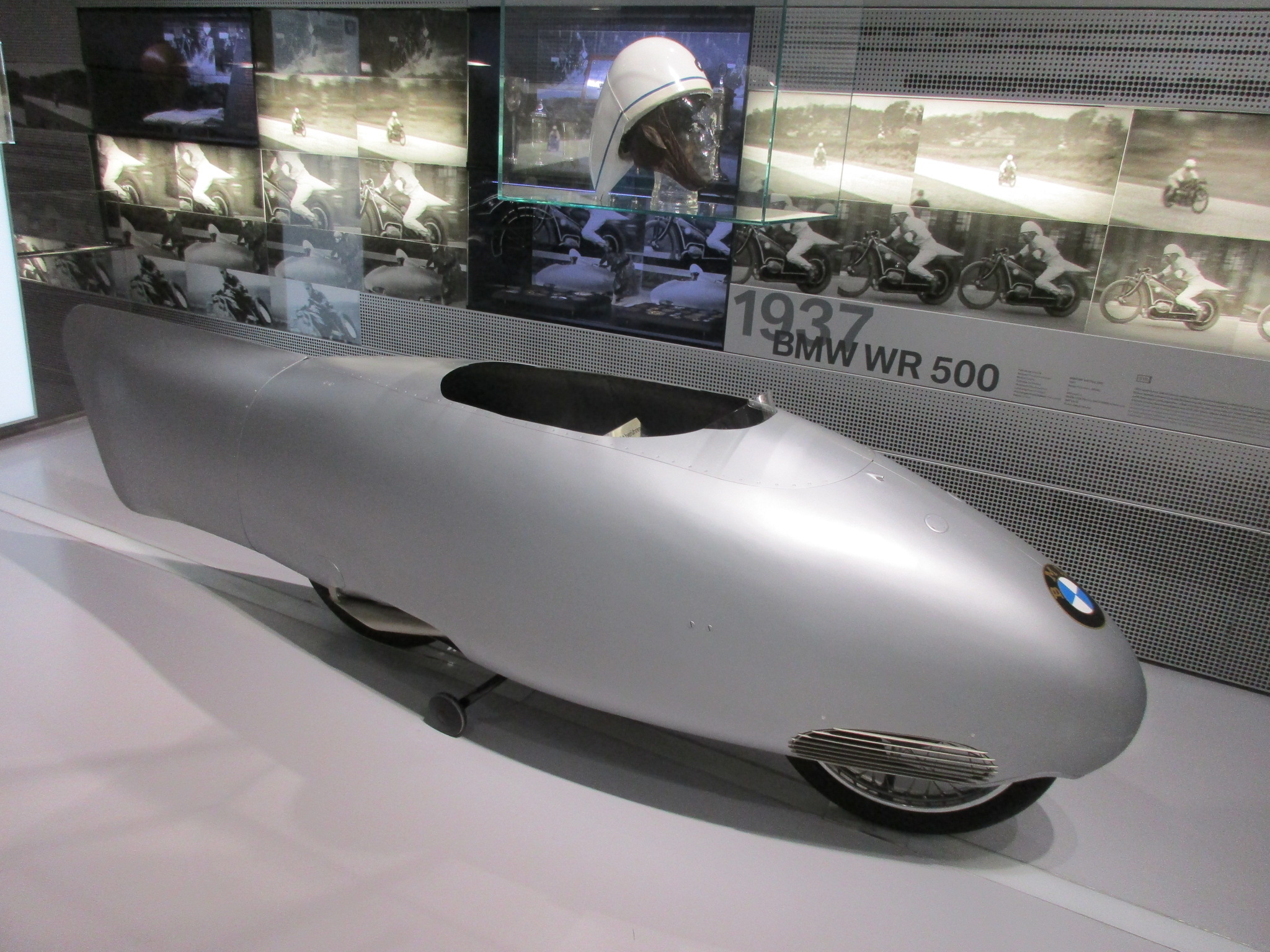
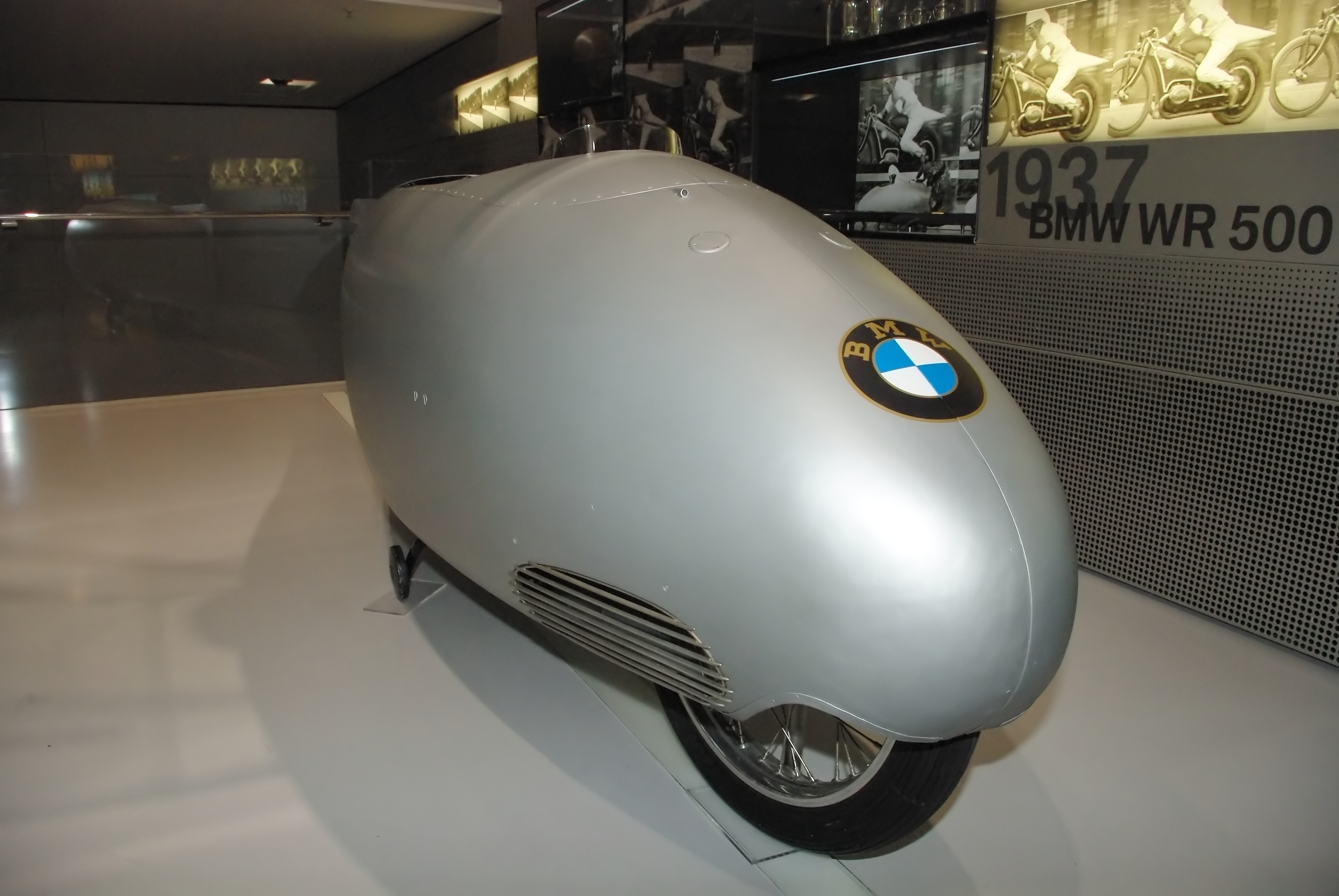
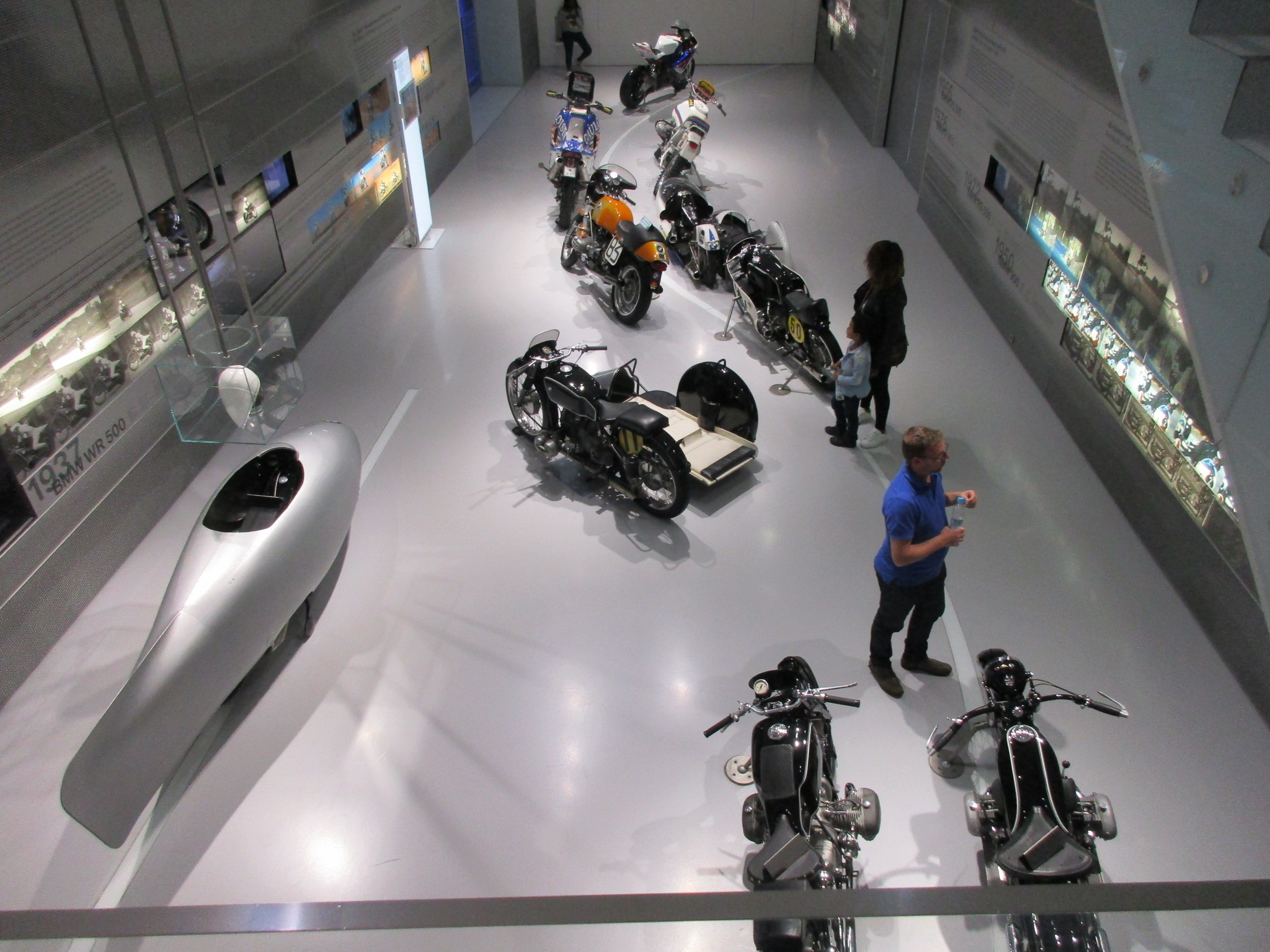
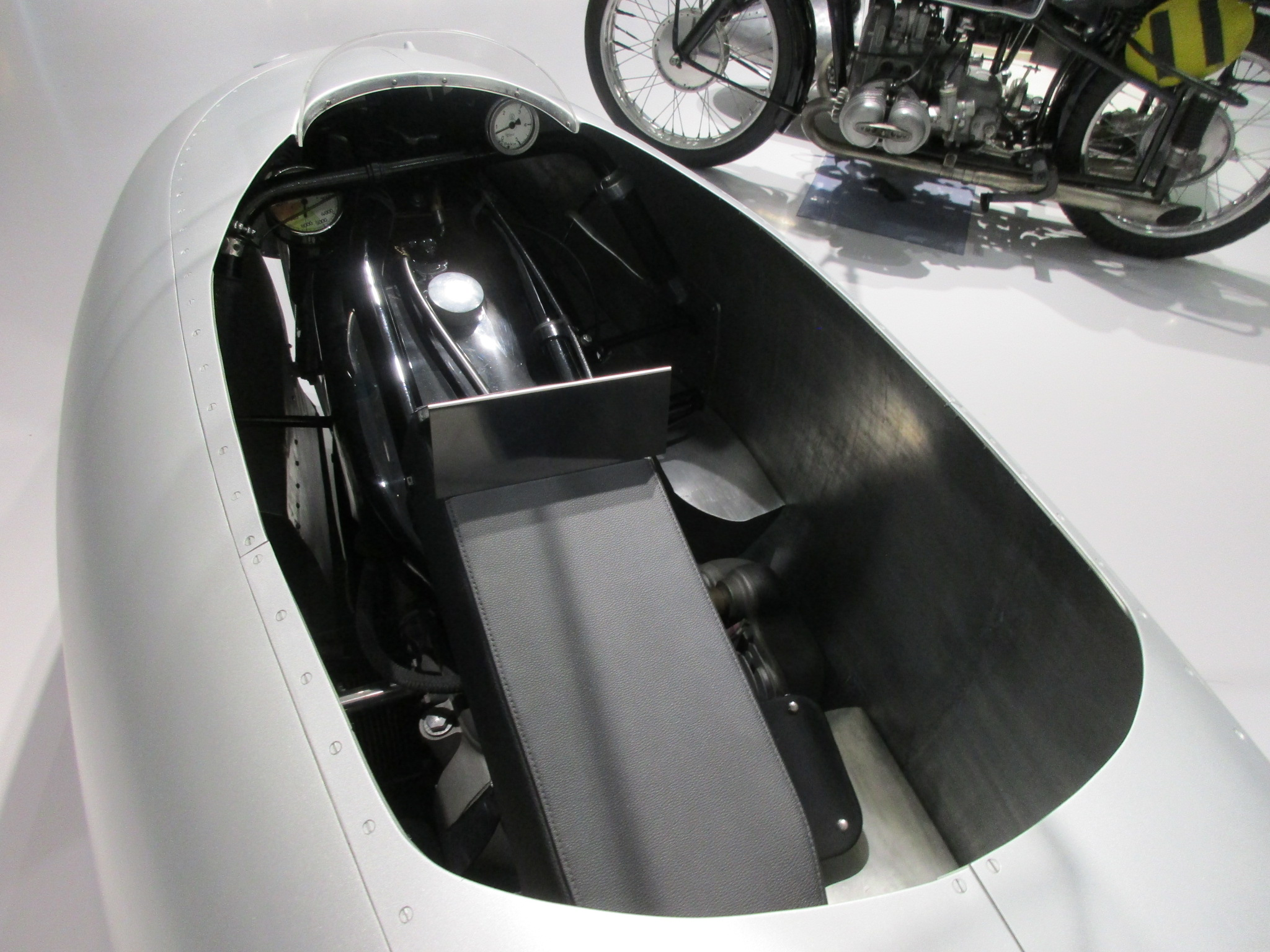